# 安藤正純
安藤 正純（あんどう まさずみ、1876年（明治9年）9月25日 - 1955年（昭和30年）10月14日）は、大正から昭和期のジャーナリスト、政治家。位階は正三位、勲等は勲一等。文部大臣（第71代）、国務大臣、衆議院議員（11期）。

## 来歴・人物
東京府東京市浅草区浅草松葉町（現在の東京都台東区松が谷）にある、真宗大谷派真龍寺の住職、安藤了戒の子として生まれ、僧籍を有する。青年時代は宗門改革運動に情熱を燃やしていた。1895年に哲学館（現東洋大学）、1899年に東京専門学校（現早稲田大学）哲学科をそれぞれ卒業。陸羯南主宰の新聞『日本』記者を経て、東京朝日新聞に入社し、1920年には取締役編集局長となる。同年の衆議院議員総選挙に旧東京7区から無所属で立候補し当選を果たす。以後通算して当選11回。後に立憲政友会に入党し、鳩山一郎派に所属する。文部政務次官（犬養内閣）、政友会幹事長（1936年 - 1937年）、久原派総務等を歴任。
戦前より反軍的傾向を強め、1941年には鳩山とともに、翼賛議員連盟に対抗して「同交会」を結成。翌1942年の翼賛選挙では非推薦で当選した。戦後は鳩山、植原悦二郎らと新党結成に動き、1945年11月に結成された日本自由党では政務調査会長となるが、翌1946年公職追放となる。
1950年に公職追放が解除、1952年の総選挙で国政復帰後、自由党内に三木武吉、石橋湛山、河野一郎らと反吉田茂の「民主化同盟」を結成するが、穏健な形で党内民主化を図るという考えから、翌1953年のいわゆる「鳩山自由党」には参加しなかった。
1953年第5次吉田内閣で国務大臣として入閣すると、今度は政権延命のために鳩山自由党の取り込みを図ろうとする吉田の思惑も視野に入れて動くようになる。同年10月16日、音羽の鳩山邸にて「吉田は貴方に後事を託したいというのが真意だ」と説得し、11月31日、三木、河野、松田竹千代ら「8人の侍」を除き、鳩山自由党の大部分が復帰することとなった。しかし翌1954年11月、石橋と岸信介が除名されると国務大臣を辞職、鳩山とともに自由党を脱党し日本民主党を結成する。同年第1次鳩山内閣発足とともに文部大臣となるが、翌1955年道徳教育を重視する社会科改定案を提唱し、物議を醸した。
議員在職中の1955年10月14日、胃癌のため、死去した。79歳没。同日、特旨を以て位四級を追陞され、死没日付をもって正五位勲三等から正三位勲一等に叙され、瑞宝章追贈された。追悼演説は同年11月22日、衆議院本会議で原彪により行われた。

## 著書

### 単著
- 『公平評論 天理教大断案』法藏館、1896年10月。全国書誌番号:40043384。
- 『巣鴨監獄教誨師紛擾顛末』社会評論社、1898年12月。 NCID BN16056462。
- 『報恩講』真竜窟、1900年10月。全国書誌番号:40048193。
- 『教界の婦人』文明堂、1903年9月。全国書誌番号:40015830。
- 『仏教少年 修身読本』東光社、1905年4月。 NCID BA90590674。全国書誌番号:40002215。
- 『親鸞聖跡』金尾文淵堂、1912年4月。 NCID BA35998298。全国書誌番号:40047845。
- 『帝国の現在と国民の将来』顕道書院、1920年10月。 NCID BA7648664X。全国書誌番号:43031122。
- 『政治と宗教との関係』金尾文淵堂、1923年2月。 NCID BN09004480。全国書誌番号:43038387。
- 『使節派遣問題 羅馬法王論』金尾文淵堂、1923年2月。 NCID BN08882452。
- 『日本の行く道』望鴨閣、1938年5月。 NCID BN0599658X。全国書誌番号:46069430。
  - 『日本の行く道』（再版）望鴨閣、1938年6月。 NCID BN08673146。全国書誌番号:53013850。
- 『発展日本の原理と新体制』大東出版社、1940年11月。 NCID BN12416238。全国書誌番号:46042132 全国書誌番号:53013851。
- 『決戦態勢と日本仏教』望鴨閣、1941年12月。 NCID BA91407263。全国書誌番号:44013894。
- 『政界を歩みつつ』大智書房、1943年2月。 NCID BN01305359。全国書誌番号:46008450 全国書誌番号:53013848。
- 『憲法をどう改正すべきか』りべらる社、1946年3月。全国書誌番号:46009596。
- 『講和を前にして 附・追放の白書』経済往来社、1951年5月。 NCID BN12360461。全国書誌番号:51004017。
- 『安藤正純遺稿』安藤正純先生遺徳顕彰会、1957年10月。 NCID BN06339198。全国書誌番号:64007798。

### 編集
- 原田了澄『各宗各家仏教講演集』博文館、1894年11月。 NCID BA91622095。全国書誌番号:40044380。
- 『仏教事物問答五百題』国母社、1898年4月。 NCID BN14731859。全国書誌番号:40044402。
  - 『仏教博識問答五百題』青山社、2004年2月。 NCID BA66680781。全国書誌番号:20648446。
- 『譬喩五百題』 上下巻、国母社、1898年5月。全国書誌番号:40048155。
- 常盤大定、近角常観、吉田賢龍『釈迦史伝』森江書店、1904年8月。 NCID BA84337805。全国書誌番号:40043920。
- 『真宗大聖典』 上中下巻、日本仏教協会、1916年7月。 NCID BA3918306X。全国書誌番号:43044382。

### 和解
- 大内青巒 訳『無量寿経訳解』国母社、1898年9月。 NCID BA74145546。全国書誌番号:40045369。